# Calamagrostis formosana
Calamagrostis formosana är en gräsart som beskrevs av Bunzo Hayata. Calamagrostis formosana ingår i släktet rör, och familjen gräs.
Artens utbredningsområde är Taiwan. Inga underarter finns listade i Catalogue of Life.